# Grandes Premios durante la Segunda Guerra Mundial
Durante la Segunda Guerra Mundial, los Grandes Premios de automovilismo se vieron reducidos a unos pocos, disputados principalmente en el continente americano. Durante este periodo, no se disputó ningún Grande Épreuve (Gran Evento, es decir, los Grandes Premios considerados más importantes por la AIACR). 
El 3 de septiembre de 1939, dos días después de la invasión de Alemania a Polonia, se llevó a cabo el Gran Premio de Belgrado, donde solo participaron los equipos de Auto Union y Mercedes. En 1940 se realizó el Gran Premio de Trípoli, actual Libia, justo antes de que Italia se uniera a la guerra. Ya en 1945, se realizó el siguiente GP en Europa; la Copa de París, disputada una semana después de finalizar el conflicto en ese continente.

## Grandes Premios
| Año  | Gran Premio                   | Circuito             | Ganador               | Constructor |
| ---- | ----------------------------- | -------------------- | --------------------- | ----------- |
| 1939 | Gran Premio de Belgrado       | Kalemegdan           | Tazio Nuvolari        | Auto Union  |
| 1939 | Circuito Nacional de Gávea    | Gávea                | Manoel de Teffé       | Maserati    |
| 1940 | Gran Premio de São Paulo      | Interlagos           | Arthur Nascimento Jr. | Alfa Romeo  |
| 1940 | Gran Premio de Trípoli        | Mellaha              | Giuseppe Farina       | Alfa Romeo  |
| 1941 | Gran Premio de Río de Janeiro | Gávea                | Chico Landi           | Alfa Romeo  |
| 1941 | Gran Premio de Buenos Aires   | Costanera            | José Canziani         | Alfa Romeo  |
| 1942 | Gran Premio de Buenos Aires   | Costanera            | José Canziani         | Alfa Romeo  |
| 1942 | Gran Premio de Vendimia       | Mendoza              | Adriano Malusardi     | Alfa Romeo  |
| 1942 | Premio Ciudad de Santa Fe     | Santa Fe             | Oldemar Ramos         | Alfa Romeo  |
| 1942 | Autódromo Nacional            | Barra de Santa Lucia | Pablo Pessatti        | Alfa Romeo  |
| 1945 | Copa de París                 | Bosque de Boulogne   | Jean-Pierre Wimille   | Bugatti     |